# Shoot ’Em Up (Film)
Shoot ’Em Up ist ein US-amerikanischer Actionfilm aus dem Jahr 2007. Regie führte Michael Davis, der auch das Drehbuch schrieb. Der englische Filmtitel bedeutet in Anlehnung an das Computerspielgenre Shoot ’em up wörtlich übersetzt „Zerschieß sie“.

## Handlung
Der geheimnisvolle Smith wird an einer Bushaltestelle Zeuge, wie eine hochschwangere Frau von Killern verfolgt wird. Er kommt ihr, wenn auch etwas widerwillig, zu Hilfe und erweist sich dabei als wahrer Meisterschütze. In dem Kugelhagel gelingt es so der Frau, einen Jungen zur Welt zu bringen. Doch bevor Smith die Mutter nach ihrer Identität befragen kann, wird sie durch einen Kopfschuss getötet und Smith muss sie zurücklassen. Er nimmt das Baby an sich und muss bald feststellen, dass eine Reihe brutaler Gangster, angeführt von dem großspurigen Hertz, hinter dem Baby her sind. Damit das Kind versorgt ist, wendet sich Smith an die Prostituierte Donna, die vor kurzem eine Totgeburt hatte und daher stillen kann. Sie nennen das Baby Oliver.
Immer wieder werden Smith, Donna und das Baby von Hertz’ Killern angegriffen, dank Smiths raffinierter Schießkunst können sie jedoch stets entkommen. Nach anfänglichen Streitigkeiten kommen sich Smith und Donna näher und decken auch das gefährliche Geheimnis des Babys nach und nach auf. Oliver und seine Mutter waren Teil eines Zuchtprogramms von potenziellen Knochenmarkspendern für den todkranken Senator Rutledge, der für das Präsidentenamt kandidiert. Der Anschlag durch Hertz und seine Männer auf Mütter und Kinder wurde vom Waffenproduzenten Hammerson angeordnet, dem Rutledges Pläne für drastisch verschärfte Waffengesetze ein Dorn im Auge sind. Smith aber ist ein begnadeter Schütze und Waffenexperte, früher war er Mitglied einer Spezialeinheit und Besitzer eines Waffenladens. Seine Frau und sein Kind starben durch einen Amokläufer, dem Smith selbst die Waffen verkauft hatte, nicht ahnend, was dieser damit anrichten würde.
Es kommt zu einer wilden Verfolgungsjagd, bei der Smith vortäuscht, das Baby bei sich zu haben. In Wirklichkeit ist es mit Donna auf der Flucht. Der Senator geht in seiner Not, das letzte lebende Baby zu finden, einen Pakt mit Hertz und Hammerson ein und lockt Smith in sein Flugzeug und so in die Falle. Als Smith erkennt, dass er hereingelegt wurde, entführt er den Senator und kann ihn überzeugen, dass seine einzige Möglichkeit, mit Würde aus der Sache herauszukommen, darin besteht, zu sterben. Durch seinen Tod würde man seine Vorschläge bezüglich verschärfter Waffengesetze in der Politik durchsetzen. Rutledge willigt ein und wird prompt von Smith erschossen. Anschließend springt Smith mit dem Fallschirm aus dem Flugzeug und tötet noch im freien Fall einige Angreifer. Er selbst wird dabei angeschossen. Am Boden verkriecht er sich in einer alten Lagerhalle, wo er vor Erschöpfung einschläft und von Hertz gefangen genommen wird, um ihn dann zu Hammerson zu bringen.
Hertz foltert Smith, um von ihm zu erfahren, wo sich das Baby befindet. Er bricht ihm nach und nach die Finger an beiden Händen. Kurz bevor er noch drastischere Methoden ergreifen kann, gelingt es Smith, sich zu befreien und alle im Raum befindlichen Personen zu töten, darunter auch Hammerson. Als er zu fliehen versucht, wird er von Hertz verfolgt. Smith kann ihn trotz seiner verletzten Hände mit einem Trick niederschießen: Er hält vier Patronen zwischen seinen Fingern in ein Kaminfeuer, diese explodieren durch die Einwirkung des Feuers und verletzten Hertz schwer. Hertz rafft sich nochmals auf, beide Männer stehen sich mit gezückten Waffen gegenüber – und Smith erschießt Hertz.
Schließlich verlässt Smith mit bandagierten Händen und Hammersons Schäferhund die Stadt, um Donna und das Baby zu suchen. Tatsächlich findet er Donna in einem Eiscafé, in welchem sie arbeitet. Dort kommt es erneut zu einem Überfall durch ein paar Junkies. In der folgenden Schießerei werden diese von Smith außer Gefecht gesetzt, indem er mit einer Möhre den Abzug betätigt, da seine Hände immer noch verbunden sind.

## Hintergrund
Die Dreharbeiten zu dem Film fanden in Toronto vom 13. Februar bis zum 8. Mai 2006 an 55 Drehtagen statt. Der Film feierte am 26. Juli 2007 auf dem Comic-Con International in San Diego seine Weltpremiere. In den US-Kinos lief er am 7. September 2007 an, in den deutschen Kinos war er ab dem 20. September 2007 zu sehen. Bei einem geschätzten Budget von 39 Mio. US-Dollar spielte der Film an den US-amerikanischen Kinokassen am Eröffnungswochenende über 5,7 Mio. Dollar ein, bis zum 14. Oktober 2007 erhöhte sich die Summe auf knapp 12,8 Mio. Dollar. Insgesamt wurden weltweit Einnahmen in Höhe von knapp 24,1 Mio. Dollar verbucht. In den deutschen Kinos kam der Film auf über 38.900 Besucher.
Der Film enthält mehrere Parallelen und Anspielungen auf andere Filme: So war Clive Owen bereits 2006 in dem Film Children of Men in einer Rolle zu sehen, in der er ein Baby an einen sicheren Ort bringen muss. Als Paul Giamatti als Hertz bei einem abgefeuerten Schuss am Spielplatz sein Ziel verfehlt, stößt er den Fluch aus: „Fick doch die Wand an!“. Im englischen Original heißt es „fuck me sideways“ – Giamatti war 2004 in einer der Hauptrollen des Films Sideways zu sehen. Die erste Waffe, die Smith im Film verwendet, ist eine Walther PPK, welche üblicherweise in James-Bond-Filmen zum Einsatz kommt. Als es bei dieser Waffe zu einer Ladehemmung kommt, wirft sie der unter Beschuss stehende Smith mit den Worten „Was für ein billiges Mistding!“ zur Seite. Ursprünglich war Clive Owen als Nachfolger von Pierce Brosnan in der Rolle des James Bond bei dem Film James Bond 007: Casino Royale gehandelt worden, die Rolle wurde aber schließlich an Daniel Craig vergeben. Michael Davis inszenierte die beiden Gegenspieler Clive Owen und Paul Giamatti als menschliche Versionen der Trickfilmfiguren Bugs Bunny und Elmer Fudd, die sich schon seit Jahrzehnten im TV bekämpfen.
An zwei Stellen im Film ist Smith in einem BMW unterwegs – vermutlich eine Anspielung auf die BMW-Kurzfilmserie The Hire, an der Clive Owen als Hauptdarsteller beteiligt war.
Das Baby, das in der Rolle des Oliver zu sehen ist, war bereits vor seiner Geburt für die Rolle vorgesehen. Die Produzenten hatten eine Frau gesucht, die mit männlichen Zwillingen schwanger war und für den Zeitpunkt der Dreharbeiten mit einer Entbindung rechnete. Bei der Besetzung der Rolle des Mr. Smith mit Clive Owen war der Schauspieler nach Aussage von Michael Davis erste Wahl.
Monica Bellucci nahm die Synchronisation ihrer Rolle für die italienische und französische Fassung selbst vor.
Paul Giamatti sammelte in der Vorbereitung auf diese Dreharbeiten erste Erfahrungen mit Schusswaffen, indem er zusammen mit Clive Owen eine entsprechende Ausbildung absolvierte. Michael Davis wollte wo nur möglich ohne Explosionen auskommen, um in den Actionszenen die Aufmerksamkeit auf den Kugelhagel, den sich die Protagonisten liefern, zu lenken. Auf der anderen Seite fanden für den Film 15 Gallonen (ca. 56 l) Filmblut Verwendung.
Die Szene, in der Clive Owen beim Fallschirmspringen zu sehen ist, wurde vor einem Greenscreen aufgezeichnet. Für die Aufzeichnung dieser Szene war Owen an vier Drehtagen jeweils neun Stunden lang in einem Geschirr eingespannt.
Zu Beginn des Films zerschießt Clive Owen in der Rolle des Mr. Smith auf einem Hausdach die Buchstaben einer Leuchtreklame, so dass lediglich der Schriftzug „FUK U“ übrigbleibt und kommentiert dies mit dem Fluch „fuck you, ihr verfickten Ficker“, im englischen Original ist er mit den Worten „Fuck you, you fucking fucks“ zu hören. Diese Zeile entstammt dem Text des Musiktitels You Suck der Band Strapping Young Lad. Von dieser Band ist zu einem späteren Zeitpunkt des Films ein Musikvideo im Fernsehen zu sehen. Hertz schießt anschließend ebenfalls auf die Leuchtreklame, so dass der Schriftzug „FUK U TOO“ zu sehen ist.
Musikalisch untermalt werden einige Actionszenen von Hard Rock, darunter von Motörhead (Ace of Spades) oder auch AC/DC (If You Want Blood (You've Got It)).
Mr. Smith hat eine Vorliebe für Karotten. So wird er oft mit einer Mohrrübe zwischen den Zähnen gezeigt. Er setzt diese aber auch als Waffe ein, benutzt sie als Abzugshilfe beim Schießen oder als Handgranatenattrappe. In einer Szene ist zu sehen, dass er in seinem Unterschlupf sogar Karotten anbaut.
Bemerkenswert ist zudem, dass der Film stark im Stil von klassischen Shoot ’em up Computerspielen gehalten ist. So lässt sich der gesamte Film in einzelne Szenen zerlegen, die den Levels bei Computerspielen gleichen. Sie werden durch kurze Intros eingeleitet, woraufhin größere Gegnerscharen auf den Protagonisten einstürmen, die allesamt keine allzu große Bedrohung für ihn darstellen. Begleitet wird jede Gegnerschar von Mini-Boss-Gegnern und einer kurzen Begegnung mit Hertz als Endgegner, der bis zum Ende des Films unerreichbar bleibt, aber stets die höhere Bedrohung darstellt.

## Kritik
Hans-Ulrich Pönack sprach im Deutschlandradio Kultur von einem „herrlich-ungehörigen Ironie-Meisterwerk des Tabu brechenden, faszinierend-zweideutigen, sehr unterhaltsamen Action-Kinos“, das Quentin Tarantino übertreffe und das Zeug zum Kultfilm habe.
Roger Ebert schrieb in der Chicago Sun-Times vom 7. September 2007, der Film sei der „dreisteste“, „unglaubwürdigste“ und „hyperaktivste“ Actionfilm, den er seit Sin City gesehen habe, welcher im Vergleich zu diesem Film wie ein „Kammerspiel“ wirke. Der Verwendung des Wortes „Handlung“ müsse ein Gelächter folgen. Zugleich stellte er aber fest: „Ich mag keine Filme, die es übertreiben, aber ich habe heimliche Hochachtung vor einem Film wie diesem, der viel, viel weiter als nur zu weit geht“ und gab Shoot 'Em Up daher 3,5 von 4 möglichen Sternen.
Frank Scheck schrieb in der Zeitschrift The Hollywood Reporter vom 22. August 2007 hingegen, der Film biete „übertrieben“ inszenierte Schießereien, und zwar eine nach der anderen. Er enttäusche jede Person, die Raffinesse, Entwicklung der Charaktere oder vielschichtige Handlung suche. Fans von Actionfilmen allerdings würde er sicher gefallen.
Das Lexikon des internationalen Films urteilte: „Auf Coolness getrimmter Actionfilm in durchgestylter Noir-Atmosphäre, dessen betont ironischer Gestus der rüden Schieß- und Gewaltorgie nichts von ihrem menschenverachtenden Pseudo-Existenzialismus nimmt. Der im Titel anklingende Bezug auf ein Computer-Ballerspiel ist durchaus bezeichnend.“

## Nominierungen und Auszeichnungen
Der Film war bei den Satellite Awards 2007 als „Bester Film“ nominiert sowie Clive Owen als „Bester Hauptdarsteller in einer Komödie oder einem Musical“.
Die Deutsche Film- und Medienbewertung FBW in Wiesbaden verlieh dem Film das Prädikat „wertvoll“.